# Circonscription de Shafna
La circonscription de Shafna est une des 121 circonscriptions législatives de l'État fédéré des nations, nationalités et peuples du Sud, elle se situe dans la Zone Sidama. Sa représentante actuelle est Kebebush Kawis Hameso.